# テクノスーパーライナー

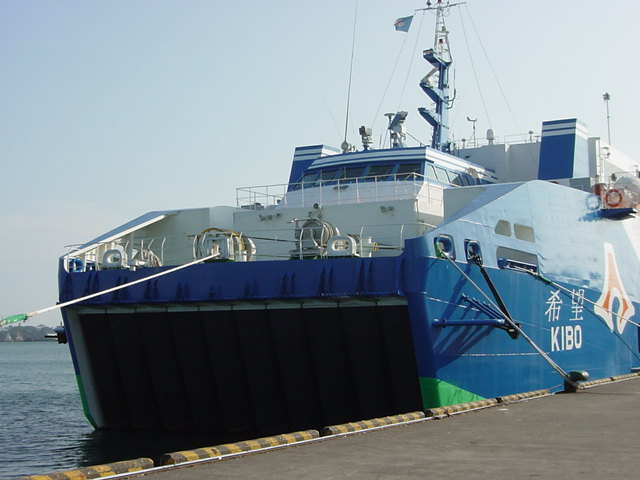
テクノスーパーライナーA船型「希望」（2003年、清水港にて）

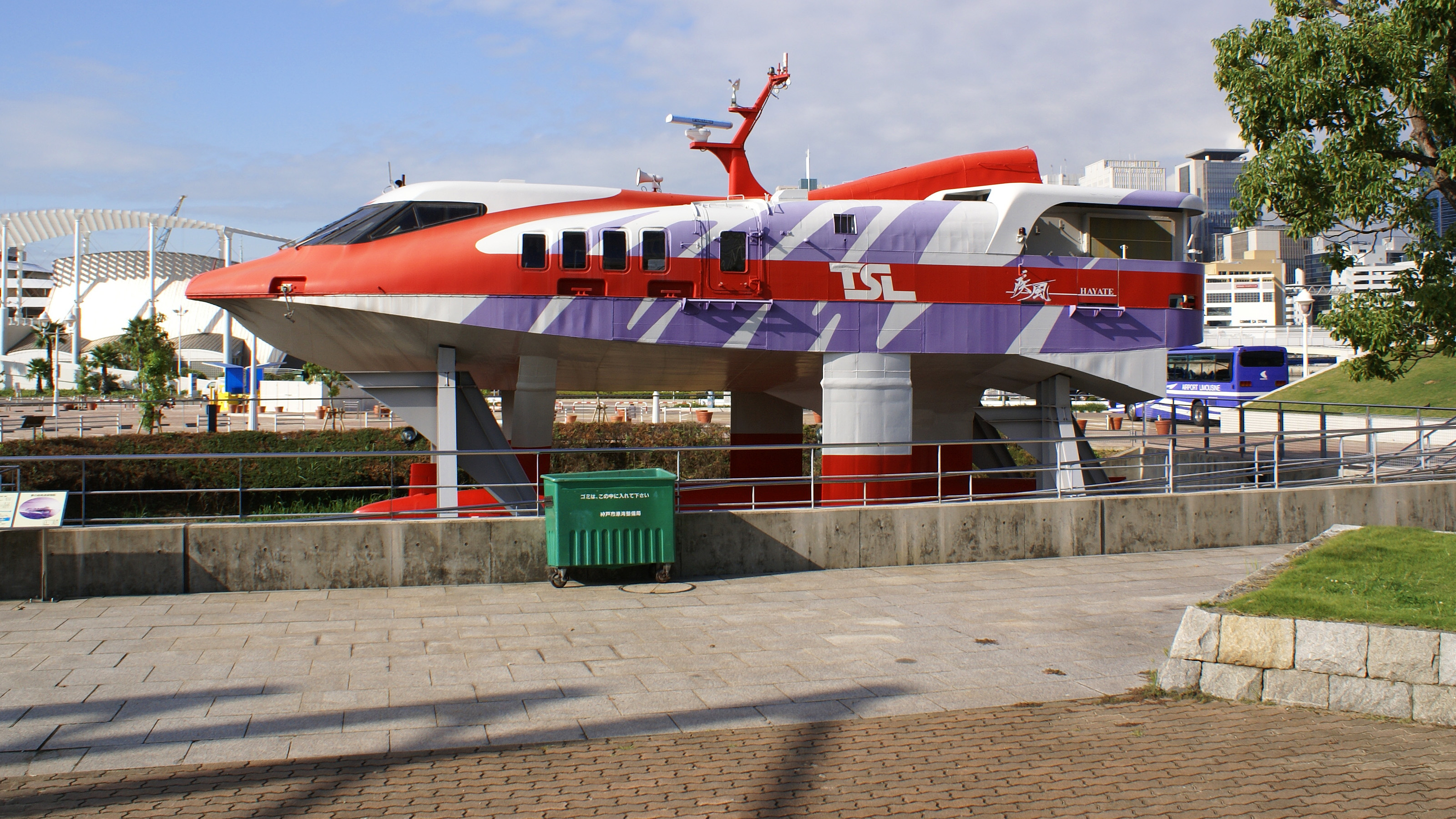
展示保存されていたテクノスーパーライナーF船型「疾風」（神戸海洋博物館）

テクノスーパーライナー（英語: techno super liner, TSL）とは、旧運輸省が中心となって計画し、最新の船舶技術を使用して建造された高速船の総称である。小型のモデル艇が2隻、実験船が2隻、実用船が1隻建造された。

## 開発経緯
従来からの輸送機関として航空機と船舶があげられるが、航空機は速度は速いがコストがかかり、船舶は大量輸送が可能だが速度は遅い。そこでこの2つの輸送機関の中間的な輸送機関として構想されたのが「テクノスーパーライナー」である。1989年（平成元年）から運輸省（当時）の指導の下に国家プロジェクトとして研究開発が始まった。次世代船舶の研究開発の一環として、民間の技術力を統合し、研究開発を総合的かつ効率的に推進するために、鉱工業技術研究組合法に基づき、同年7月、テクノスーパーライナー技術研究組合を設立し、5年度までの5か年計画で、テクノスーパーライナー’93の基礎研究に着手した。同組合には石川島播磨重工業、川崎重工業、住友重機械工業、日本鋼管、日立造船、三井造船、三菱重工業の7社が参加、日本船舶振興会（現日本財団）及びシップ・アンド・オーシャン財団(同じく日本財団関連団体であり現在は笹川平和財団)も支援を行った。国内輸送だけでなく東アジア地域との国際輸送も視野に入れており、研究開発目標は主機に25,000馬力の舶用ガスタービンエンジン4基、浮上機関に4,300馬力のガスタービンエンジン4基を備え、全長127メートル、速力50ノット、載貨重量1,000トン、航続距離500海里以上、波高4 - 6メートルでも安全に航行できる高速貨物船とされた。
最初に開発目標の10分の1サイズである12.7メートルの空気支持型基本モデル艇1隻、および3.2メートルの全没型水中翼試作自航モデル艇1隻が作られ、それに続いて実験船が2種類各1隻建造された。
実験船の一方はTSL-A船型と名付けられ浮力とホバークラフトのような空気圧力によって浮上する。研究船は実用船の想定サイズの半分で「飛翔」と名づけられた。もう一方はTSL-F船型と名付けられ浮力と水中翼の揚力によって、船体を海上から浮かせて高速運航を目指した船である。こちらは実用船の6分の1の大きさで建造され、「疾風」と名づけられた。
その後、1995年（平成7年）までTSL-A船型「飛翔」及びTSL-F船型「疾風」を用いた実海域での航海試験も行い、性能としては開発目標をクリアした。その後1999年(平成11年)12月、当時の総理大臣であった小渕恵三により、日本の経済社会にとって重要性や緊要性の高い情報化・高齢化・環境対応の3つの分野についての技術革新を中心とした産官学共同プロジェクト「ミレニアム・プロジェクト」の一つに決定された。しかし現在のところ、一時的に民間航路に就航したことがあるものの、燃料費など航空機並みの運用コストが掛かることもあって民間利用の目処は立たなかった。（詳細は後述）
1989年（平成元年）には運輸省から39億円の研究補助金が投じられ、さらに実用船に対しては115億円の建造費を要した大型プロジェクトであったが、プロジェクトにおいて技術開発や産業振興に重きが置かれ、作ること・導入することが前提となっており、運用者である海運会社からの意見の吸い上げ・反映、事業性の検討等に乏しく、需要と供給のミスマッチが起きていたとする指摘もある。

## TSL-A船型
「側壁型エアクッション船」「表面効果船」または「側壁ホバークラフト（Sidewall Hovercraft）」等と呼ばれている空気浮上型の双胴船。テクノスーパーライナープロジェクトにおいては「空気圧力式複合支持船型」と呼称した。2つの船体間の空間にディーゼルエンジン駆動のファンによって空気を送り込み、その圧力によって浮上する。推進装置はガスタービンエンジンによるウォータージェット推進。実験船「飛翔」の設計・建造は三菱重工業と三井造船（現・三井E&S造船）の共同による。
1995年7月から11月10日にかけて実験船「飛翔」による総合試験が行われ、長距離航行の安全性、船体および機関の保守性、荷役の高速化などが評価された。総合試験では国内各地の33港に寄港、コンテナ延べ107個を輸送した。
「飛翔」は静岡県が防災船として購入し「希望」と改称され、1日1往復の清水港 - 下田港を結ぶカーフェリーとしても利用されていた。また2000年2月29日から3月8日にかけて中国の上海との国際実験航海を実施した。しかし、原油価格高騰の影響を受け、報道によれば燃費は軽油1リットルあたり8mの燃費が災いして2005年11月に運航停止、2006年3月に廃止となった。2006年4月以降は横浜港に一日当たり10万円で係留され、売却先が決定しない場合は解体されることとなった。
後に静岡県知事の石川嘉延は三菱重工業と結んでいたエンジンのリース契約を解除することで合意、「希望」の廃船が事実上決定した。エンジンリースは途中解除で、違約金が発生した。
その後、売却先を探していたが結局売却先は決定せず、軍事転用の懸念などから静岡県は廃船を決定し、製造元である三菱重工業に随意契約により解体を依頼。解体費用は9億円とされていたが、県は鉄くずなどのスクラップ資源の売却益を差し引いてプラスの収益を得た。三菱重工業は構内での解体を行わずに産業廃棄物処理業者に4,000万円で売却した。ただし、技術流出を防ぐ為に引き受けた解体工事を丸投げした経緯などについては一切の説明を拒否している。
通常船はその重量のすべてを水の浮力が支えているが、TSL-A船型の浮上・推進方式は、浮上機関で船体下部のエアクッション室に送った空気の圧力によって重量の一部を支えるため、水の抵抗が少なく高速航行が可能とはいえ、船体が大型化し重量が増加するほど通常船に増して燃費が悪化するという欠点がある。後述する実用船の小笠原TSLは、もともと貨物船を想定した設計をベースとして貨客船に改設計したことによる船体そのものの重量増、また父島での給油ができず東京港との往復2,200kmの航続距離分の燃料の軽油を積む必要があったために船体が大型化、燃料重もかさんだことなどから、乗客・貨物含む積載重よりも燃料重のほうが重いほどであった。これにより、速度が航空機の10分の1以下でありながら燃費や維持費は航空機並という、輸送手段として非現実的な船となってしまった。

## TSL-F船型
全没型水中翼船である。かつて米海軍で研究された、没水体の浮力と水中翼の浮力によって船体を浮き上がらせる形式。TSLプロジェクトにおいては「揚力式複合支持船型」と呼称した。
実験船「疾風」で、各種の実験を行ったが、構造上、挙動が不安定なため失敗に終わった。実験船「疾風」の設計・建造は川崎重工業（現・川崎重工業船舶海洋ディビジョン）、石川島播磨重工業（旧 IHIMU、現・ジャパン マリンユナイテッド）、住友重機械工業（旧 IHIMU、現・ジャパン マリンユナイテッド）、NKK（現・JFEエンジニアリング）、日立造船（現・ジャパン マリンユナイテッド）の共同による。「疾風」は実験終了後、同じく日本財団系の船舶開発プロジェクトであった超電導電磁推進船のヤマト-１とともに神戸海洋博物館で展示されていたが、2016年11月に再開発のため2隻とも解体撤去された。

## 小笠原TSL
実用船の1隻目は、先に実験船「飛翔」にてデータを検証し建造されたTSL-A型船で、当初の研究開発目標であった貨物船案をベースに、より大型化・客船化したものである。海上での速度は40ノット近い時速約70kmの航行を可能としており、アルミ合金製としては世界最大級の超高速貨客船として運航される予定であった。船名は一般から公募し、東京都知事石原慎太郎の典子夫人により、「SUPER LINER OGASAWARA」（スーパーライナーオガサワラ）と命名された。海上試運転では42.8ノットを記録した。
当初の運航は東京 - 小笠原航路が予定され、片道約25.5時間かかるところを約16.5時間に短縮し便数も年間92往復に増やすことができるなどのメリットがあるとされたが、契約後建造中の2005年に原油価格高騰の影響をうけ、軽油を使用するTSLは一度の往復にかかる費用が2,500万円近くとなることが判明したことから、支援を予定していた東京都が撤退して国土交通省も撤退した。
運航会社の小笠原海運は、公的な支援を受けられない場合は運航しても半年で会社が倒産するとして、TSLの受け取りを拒否した。TSLを保有するテクノ・シーウェイズは、小笠原海運に対し契約不履行による損害賠償を求め提訴したが、小笠原海運側はTSLはコストが高いため国の支援が受けられなければ経営が成立しないことは最初から国土交通省は承知していたはずであるとして全面的に争った。判決では、公的支援なくして船舶の引渡しは不可能であったことを認めたうえで、小笠原海運に20億円の支払いを命じている。
TSLの運航により時間短縮および増便を成すことから本土との往来が活発になることが期待され、東京都や国土交通省も利用者が増加するとの資料をもとに説明し、宿泊施設の増設など島側の受け入れ態勢を整えるよう求めた。小笠原村も観光振興に大きな期待を寄せていたが、就航が白紙になったことから島側には専用の港湾整備や施設増設などの経済的負担だけが残る結果になった。同船は、運用予定がないまま宙に浮いた形となり、デモンストレーションや災害支援（後述）などを除き、建造所で岡山県玉野市に位置する三井造船（現・三井E&S造船）玉野事業所に繋留されたままとなった。

### 転用構想と顛末
2005年10月の一部報道によると、在日米軍再編によりグアムへ移転する予定のアメリカ海兵隊の高速輸送艦(HSV)として、TSLを転用する案が検討されていたが、当該船舶は貨客船であり、カーフェリーのような車両を搭載できる構造ではなく、改修も現実的ではなかった。このため高速輸送艦化は実現しなかった。
2006年6月26日に国土交通大臣（当時）の北側一雄が和歌山県日高港と淡路島の間を往復する試験航海に試乗し、時速80km以上での安定した航行について「様々な方向で活用したい」と語りTSLのアピールを行った。
その後長らく繋留されていたが、2011年5月17日から31日までの間、東日本大震災で被災した宮城県石巻市の石巻港に停泊したうえ、被災者に無料で1回あたり最大181人、延べ2,400人程度を受け入れ、1泊2日でバイキング形式の夕食およびシャワーなどを提供する支援活動を行った。支援活動には三井造船のスタッフおよび青年会議所のボランティア、玉野三井病院の看護師らが参加した。また、もともと片道17時間程度の航路を想定した仕様の船のため、被災地支援において清水タンク及びし尿タンクの容量が不足していたが、清水については陸上からの給水、し尿についてはバラストタンクの改造で対応した。
支援活動終了後はふたたび玉野に係留されていたが、解体を前提として売却されることが決定し、2012年3月までに引き渡しのための契約を行うとした。アルミ資材としての売却額は30億円であった。後に回航され、少なくとも同年6月以降は広島県の江田島にあるフルサワの解体場に係船され、2016年3月時点では外見に変化は無いが内部から解体を行っていた。2017年8月に解体を終了した。
TSLの保有・管理会社であるテクノ・シーウェイズは2013年7月10日、東京地方裁判所から破産手続き開始決定を受けた。負債総額は154億円であった。
- 三井造船（現・三井E&S造船）玉野事業所に繋留されていた同船。（特記以外は2008年5月撮影）

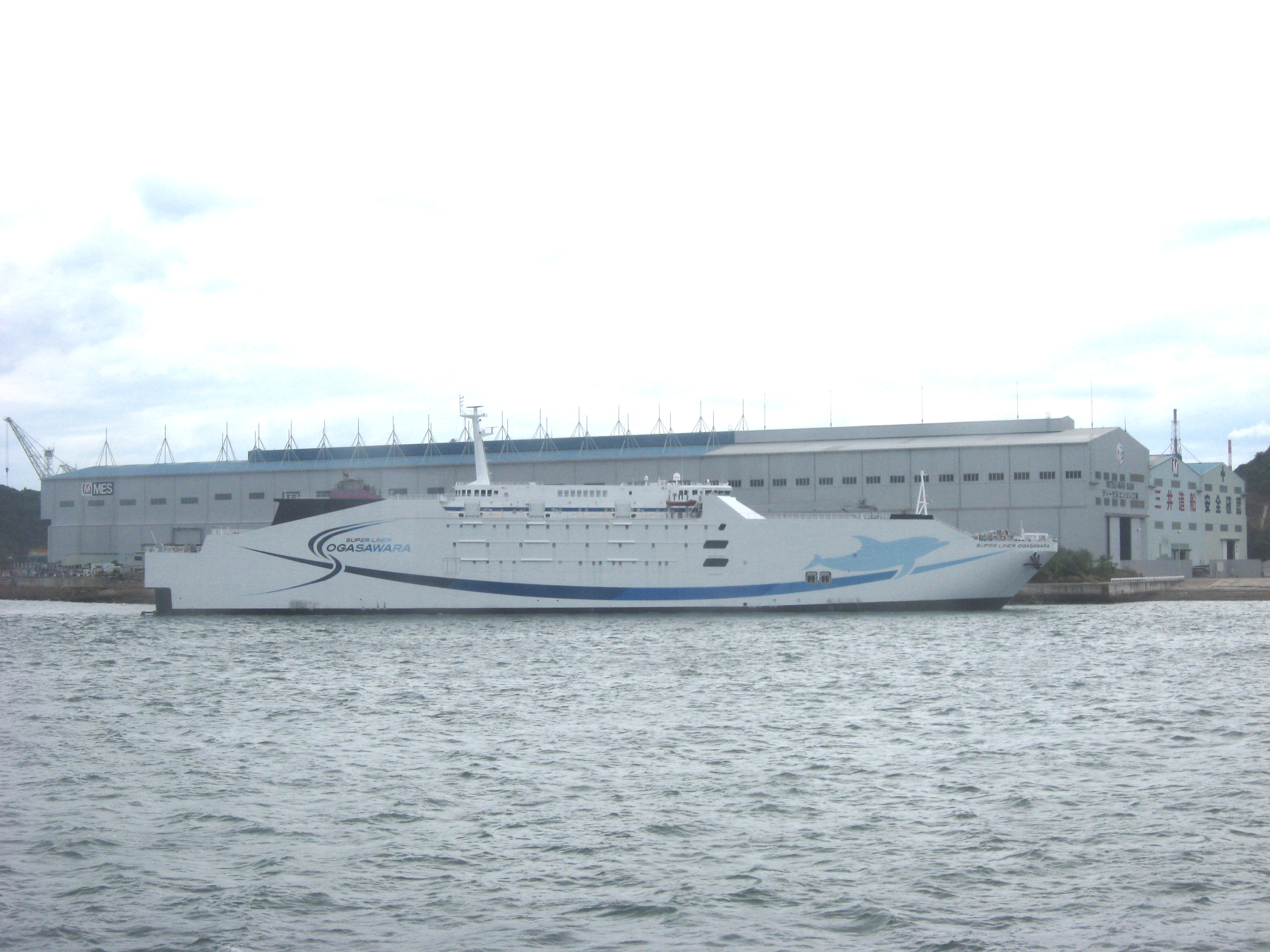
繋留の様子（同年8月撮影）
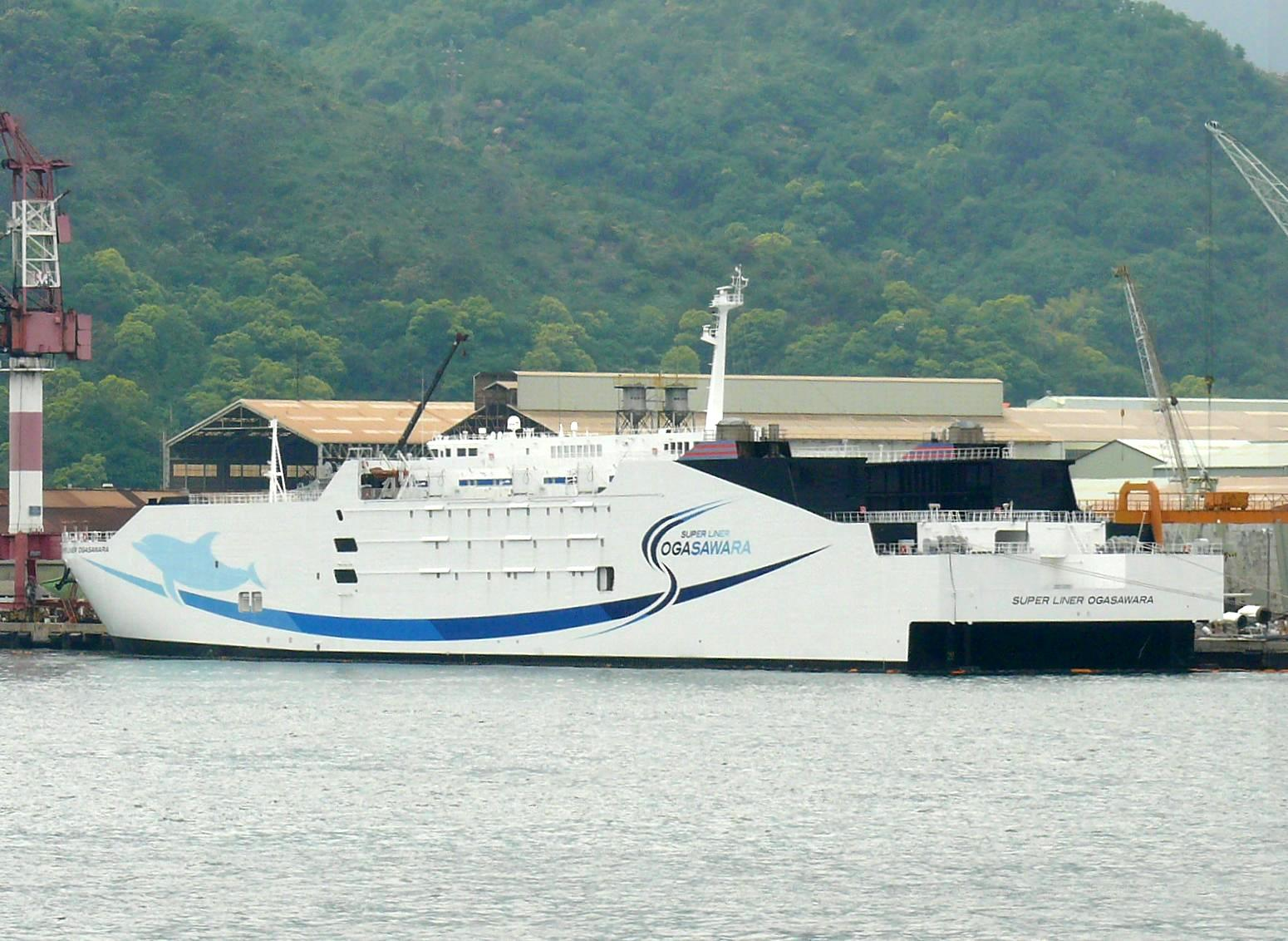
側面と船尾
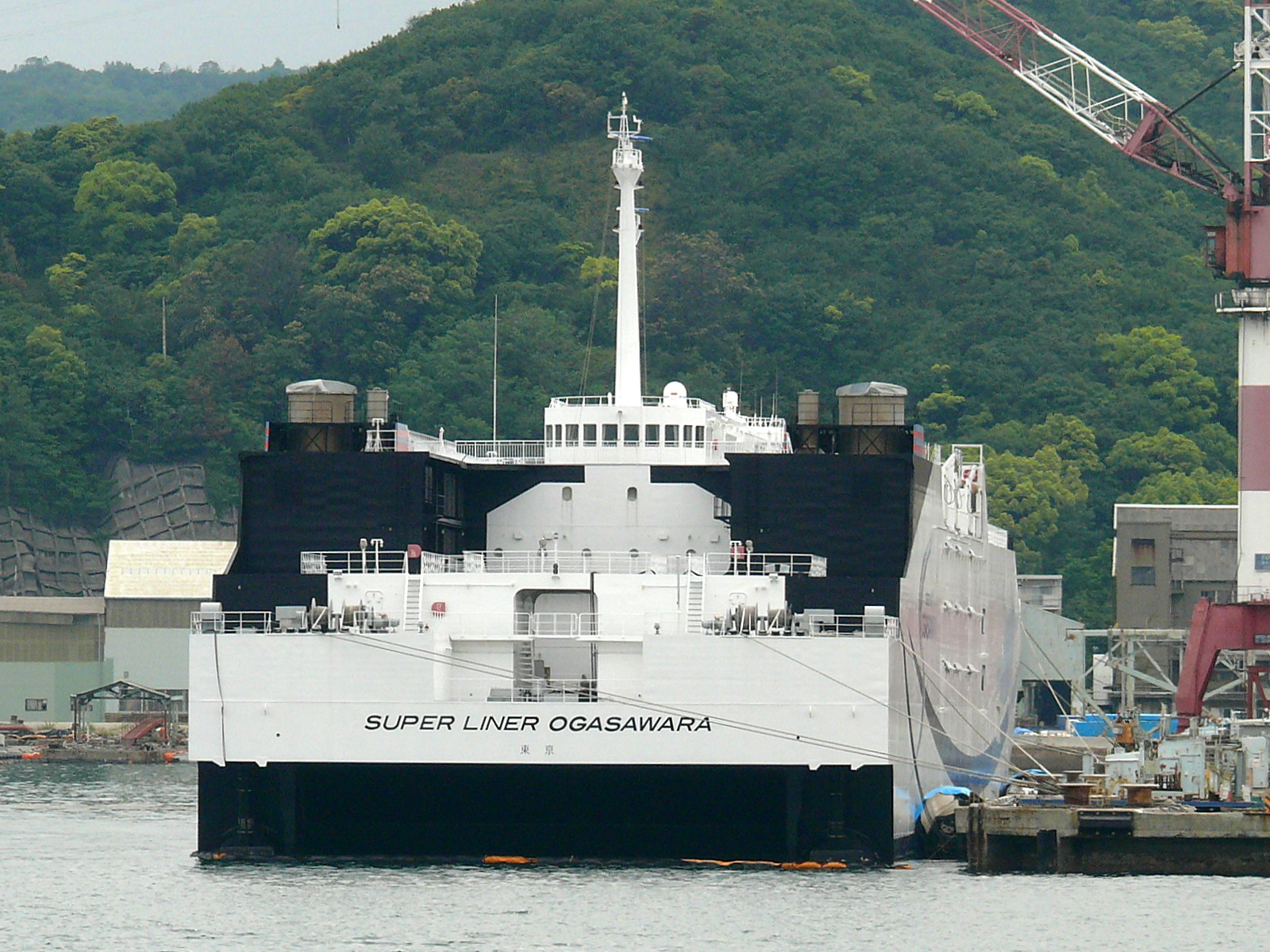
船尾
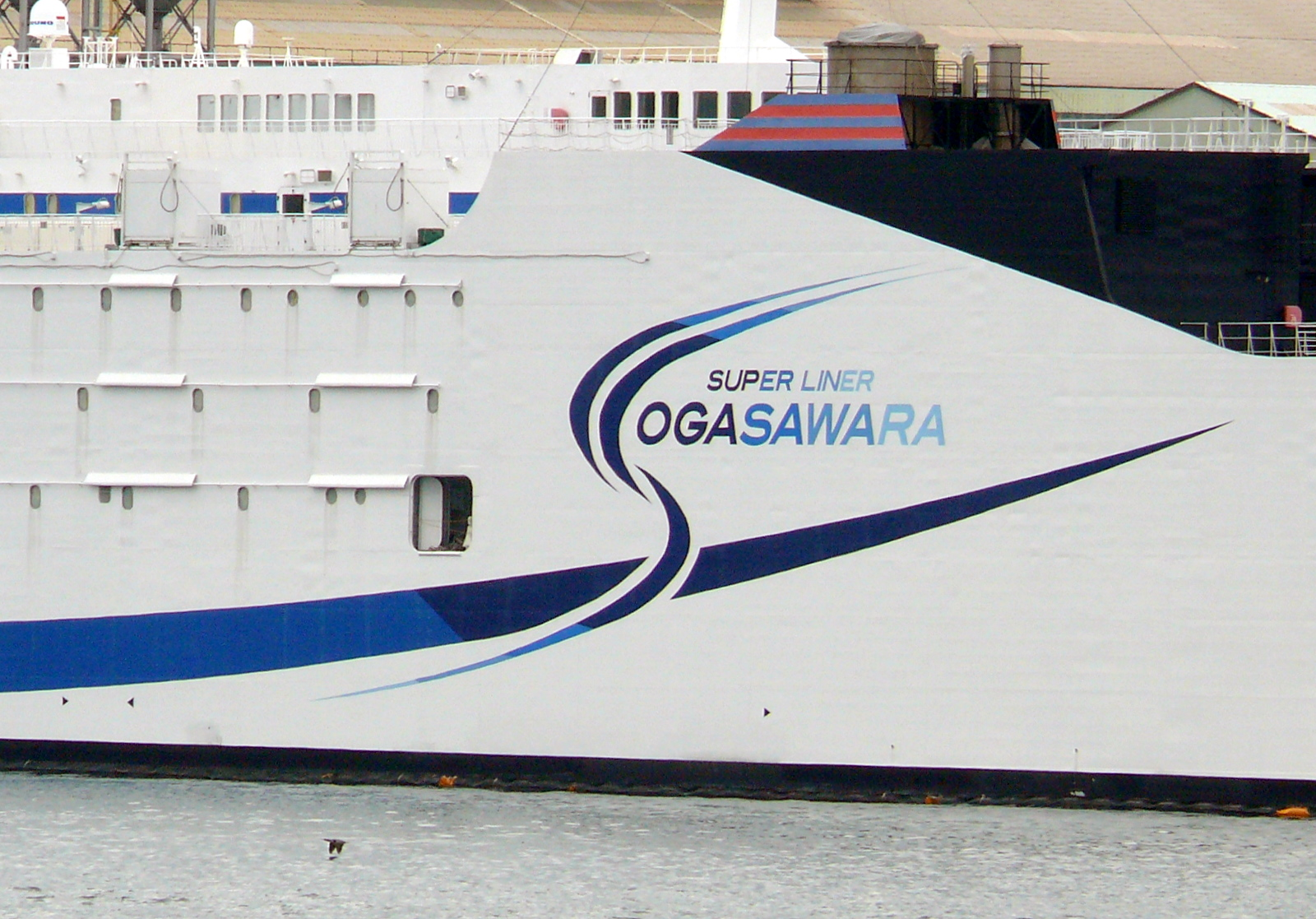
側面に描かれているロゴマーク

- 広島県江田島市沖美町付近に係留されている同船。（1枚目奥側、2013年5月撮影　2枚目2016年撮影）

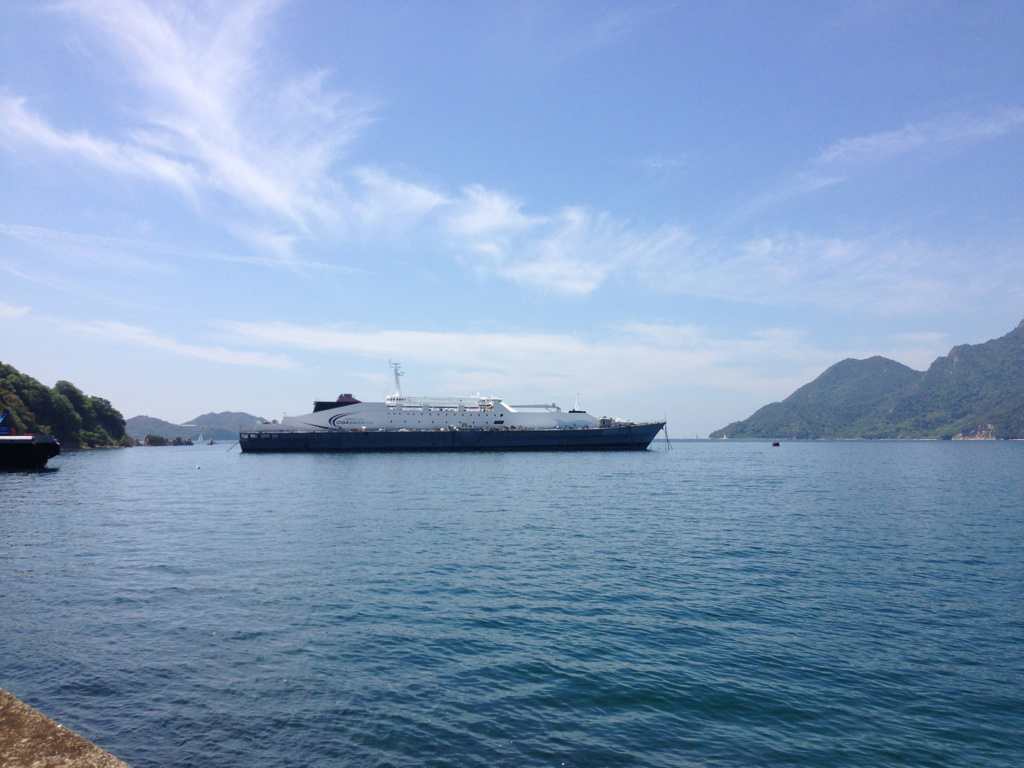
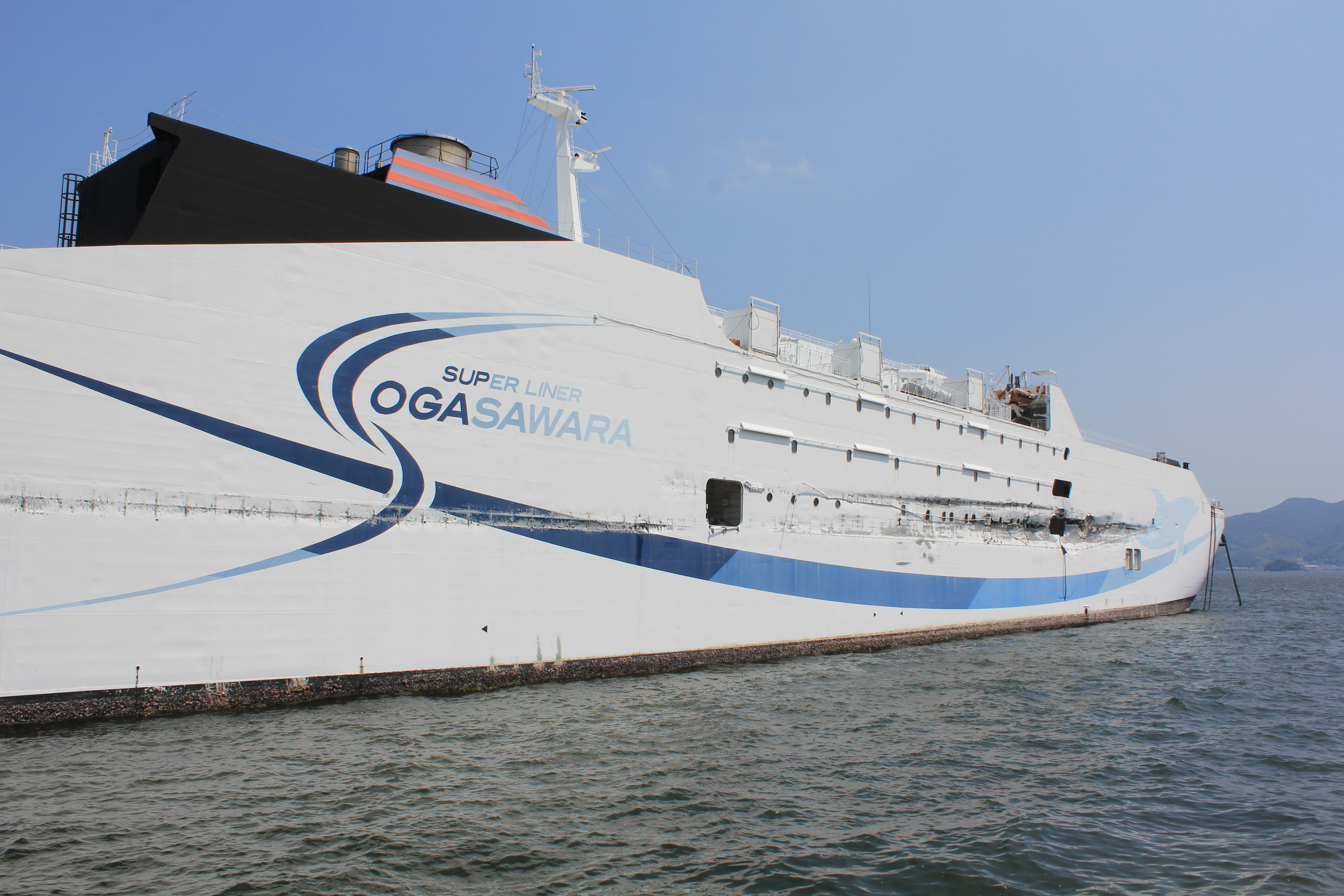

## 日本財団と本事業の関係
造船業との関わりの深い日本財団は、競艇の収益金をもとに船舶開発・海洋開発分野の研究など各種事業を支援・牽引し、巨額の助成金を投入してきたが、その多くが事業として失敗している。TSLプロジェクトもそのうちの一つであった。
開発と並行し日本財団関連団体のシップ・アンド・オーシャン財団が技術研究を行ったが、この研究はあくまでもTSLの導入を前提としたものであり、TSLの必要性そのものの検討や、実際に運用する立場である海運会社側からの意見を反映できるようなものではなかった。運輸省運輸政策局による調査も同様であった。
そしてテクノスーパーライナー技術研究組合とシップ・アンド・オーシャン財団、テクノ・シーウェイズ社に対し、TSLプロジェクト関連として、オンライン上の記録にあるだけで計62億3,000万円あまりが日本財団から助成された。また日本財団の関連団体である日本海事科学振興財団が運営する船の科学館でも、日本財団の関連事業として常設展および企画展で広報活動を行っていた。
しかしその後、三井造船がテクノ・シーウェイズに対し造船契約の解除を通知したあとの2007年2月に、助成金のうちテクノ・シーウェイズに助成していたうちの一部である3億5,600万円について、日本財団は返還請求を行った。これはテクノ・シーウェイズから開発費として委託先企業に対して支払われる予定だったもので、「委託先の企業に対して開発費として支払われておらず、助成の趣旨と異なる」として返還請求されたものであったが、当時テクノ・シーウェイズの経営悪化に伴い、取引先銀行にあった同社の資産はすでに凍結されていた。
TSLプロジェクトの失敗以降、日本財団や関連団体における船舶・造船振興の取り組みは比重が少なくなっている。テクノスーパーライナー関連の展示があった船の科学館の本館についても、建物の老朽化により2011年10月に休館し、その後2023年12月26日には、翌年2月より本館解体工事を開始することが発表された。リニューアル計画自体は存続しているとし、候補地の検討も進めていることもあわせて発表されている。